# Ulpius Victor (Praefectus)

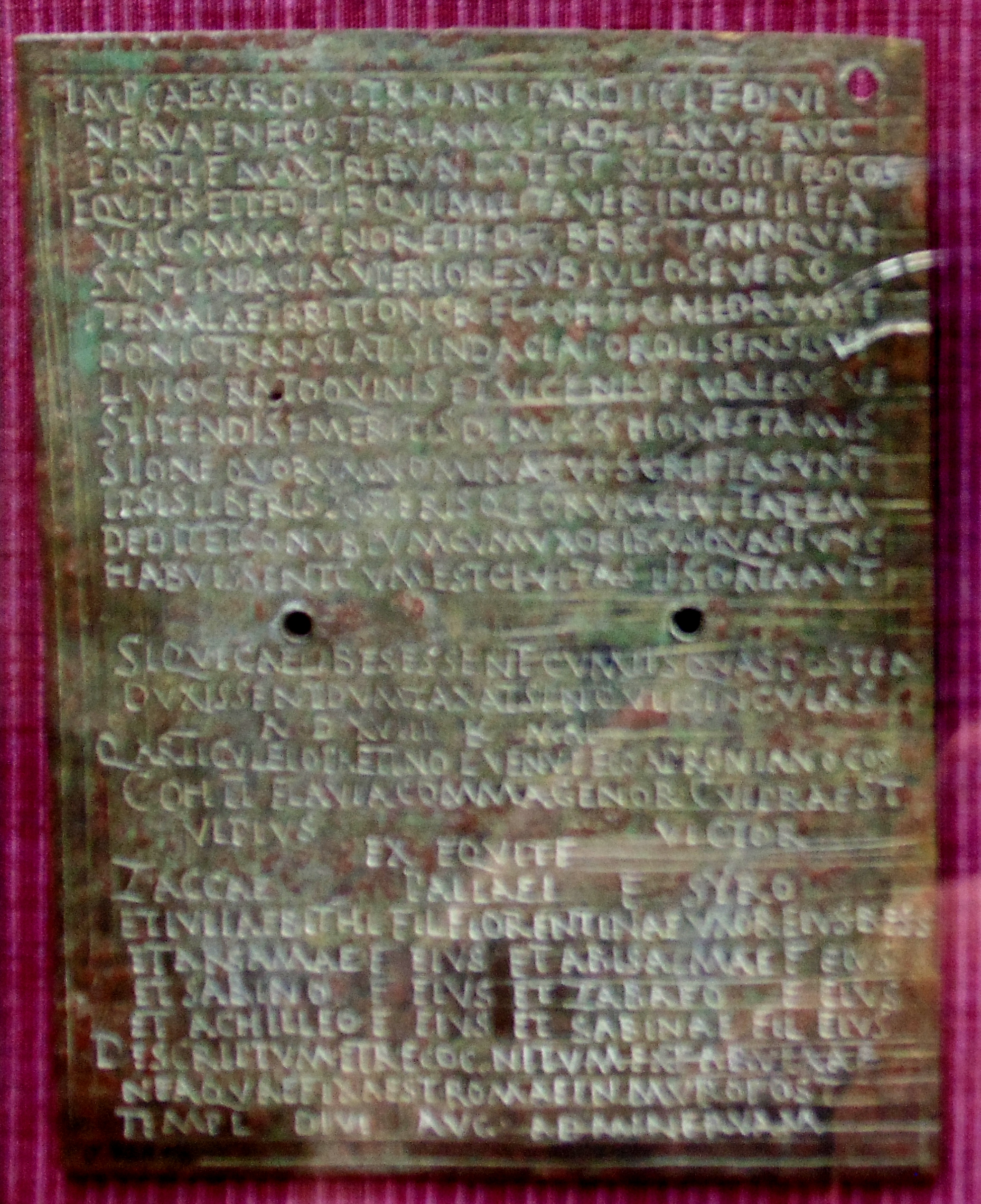
Das Militärdiplom vom 14. April 123

Ulpius Victor (sein Praenomen ist nicht bekannt) war ein im 2. Jahrhundert n. Chr. lebender Angehöriger des römischen Ritterstandes (Eques).
Durch ein Militärdiplom, das auf den 14. April 123 datiert ist, ist belegt, dass Ulpius Victor 123 Kommandeur (Praefectus) der Cohors II Flavia Commagenorum war, die zu diesem Zeitpunkt in der Provinz Dacia superior stationiert war.